# Terry Bozzio
Terry John Bozzio (ur. 27 grudnia 1950 w San Francisco) – amerykański muzyk, kompozytor i wokalista, multiinstrumentalista, wirtuoz instrumentów perkusyjnych.
Znany z występów w grupie muzycznej Franka Zappy oraz UK, sławę przyniósł mu utwór wykonywany wraz z Zappą pt. „The Black Page” określany jako „koszmar muzyka” (karta zapisu nutowego w swej złożoności jest prawie czarna).
Pod wpływem Franka Zappy podejmował się także roli wokalisty o charakterystycznym, bardzo agresywnym, zarazem niezwykle plastycznym głosie (np. album „Zappa in New York”).
Znany również ze współpracy z takimi muzykami i grupami jak: The Lonely Bears, Duran Duran, Jeff Beck, Chad Wackerman, Steve Vai, Steve Stevens, Tony Levin, Andy Taylor, Robbie Robertson, Debbie Harry, HoBoLeMa, John Wetton, Vivian Campbell, Herbie Hancock, Dweezil Zappa, Billy Sheehan, Richard Marx, Munetaka Higuchi, Pat Mastelotto, Fantômas, czy Korn.
W latach 1979–1986 był żonaty z wokalistką Dale Consalvi wraz z którą występował w zespole Missing Persons. W 1988 roku ożenił się z Ev Kvamme, wówczas pracowniczką wytwórni muzycznej Capitol Records wraz z którą ma syna Raanena. Po rozwodzie z Kvamme, w 2005 roku ożenił się po raz trzeci. Również od 2005 roku mieszka w Los Angeles, w latach poprzednich mieszkał w Austin w Teksasie.

## Instrumentarium
Bębny firmy DW Collestor’s Series VLT
Olive Ash Burl Finish with Satin Chrome
Lugs and Black Powdercoat Rims
- 12″ x 20″ bass drum (strojony do C)
- 16″ x 18″ bass drum (strojony do D)
- 16″ x 20″ bass drum (strojony do B)
- 16″ x 20″ bass drum (strojony do G)
- 14″ x 24″ bass drum (strojony do A)
- 14″ x 16″ bass drum (strojony do F)
- 5,5″ x 12″ solid snare (strojony do B)
- 10″ snare (strojony do D)
- 3″ x 8″ piccolo toms 14 sztuk (strojone od C do B)
- 6″ x 10″ rack tom (strojony do G)
- 6″ x 10″ rack tom (strojony do F)
- 6″ x 10″ rack tom (strojony do E)
- 6″ x 10″ rack tom (strojony do D)
- 8″ x 10″ rack tom (strojony do C)
- 6″ x 12″ rack tom (strojony do B)
- 8″ x 12″ rack tom (strojony do A)
- 9″ x 13″ rack tom (strojony do G)
- 10″ x 14″ floor tom (strojony do F)
- 12″ x 16″ rack tom (strojony do E)

Perkusjonalia
- Glockenspiel
- LP tambourine
- Ribbon crasher

Osprzęt firmy DWP
- DW 9000 pedals (18 sztuk)

Talerze firmy Sabian Radia
- 6″ closed flat bottom mini hi-hats
- 7″ closed flat bottom mini hi-hats
- 10″ remote hi-hats
- 12″ remote hi-hats
- Remo spoxe hi-hats
- 21″ ride
- 16″ over 18″ remote china hi-hats
- 16″ china below 8″ china
- 18″ china below 10″ china
- 14″ china w/12″ crash stack below 7″ china w/6″ crash stack
- 16″ china w/14″ crash stack below 8″ china w/7″ crash stack
- 12″ heavy bell under 8″ cup chime
- 18″ china w/16″ crash stack below 10″ china w/8″ crash stack
- 11″ heavy bell under 7,5″ cup chime
- 20″ china w/18″ crash stack below 12″ china w/10″ crash stack
- 10″ heavy bell under 7″ cup chime
- 20″ china below 12″ china
- 9″ heavy bell under 6,5″ cup chime
- 20″ flat ride w/20″ china stack
- 14″ flat bottom hi-hats
- Pete Englehardt ribbon crasher
- 22″ china below 14″ china
- 26″ B-20 radia gong
- 20″ crash w/20″ novo type china stack
- 16″ over 20″ remote china hi-hats
- 36″ Chinese gong
- One octave tuned set of Wuhan Chinese bossed gongs

Elektronika
- Roland Handsonic

Perkusjonalia operowane pedałami
- 12″ Chinese gong
- 8″ x 3″ foot tom
- 10″ x foot tom
- 12″ x foot tom
- 10″ hi hat
- Vic firth/emil richards jingle stick
- Wooded headed tambourine
- 12″ wooden headed djembe
- 16″ x bd (strojony do F)
- remote china hi hat 16″ over 18″
- 20″ x 12″ bd (strojony do C)
- spoxe hi hat
- 12″ hi hats
- 20″ x 16″ main left kick drum (muffled) tuned to Bb
- Metal tambourine shaker or tb special tambourine foot plate jingle device
- 20″ x 16″ main right kick drum (muffled) (strojony do G)
- 24″ x 14″ bd tuned to A (w/ akg d-112 may mic)
- right remote hi hats 16″ over 20″
- 18″ x bd (strojony do D)
- 18″ x bd (strojony do E)
- 20″ x 8″ bd (strojony do B)

## Dyskografia
| - Frank Zappa – Bongo Fury (1975, DiscReet Records) - Frank Zappa – Zoot Allures (1976, Warner Bros. Records) - Frank Zappa – Zappa in New York (1978, DiscReet Records) - Frank Zappa – Sleep Dirt (1979, DiscReet Records) - Frank Zappa – Sheik Yerbouti (1979, Zappa Records) - Frank Zappa – Joe’s Garage (1979, Zappa Records) - UK – Danger Money (1979, Polydor Records) - UK – Night After Night (1979, Polydor Records) - Missing Persons – Spring Session M (1982, Capitol Records) - Frank Zappa – Baby Snakes (1983, Barking Pumpkin Records) - Frank Zappa – Thing-Fish (1984, Barking Pumpkin Records) - Missing Persons – Rhyme & Reason (1984, Capitol Records) - Missing Persons – Color in Your Life (1986, Capitol Records) - John Wetton – King’s Road: 1972-1980 (1987, EG Records) - Dweezil Zappa – My Guitar Wants To Kill Your Mama... (1988, Chrysalis Records) - Jeff Beck – Jeff Beck’s Guitar Shop (1989, Epic Records) - Debbie Harry – Def, Dumb & Blonde (1989, Sire Records Company) - The Lonely Bears – The Lonely Bears (1991, Nato) - The Lonely Bears – Injustice (1992, Nato) |  | - Steve Vai – Sex & Religion (1993, Relativity Records) - The Lonely Bears – The Bears Are Running (1994, Nato) - Terry Bozzio – Solo Drum Music I (1994, Slam International) - David Torn, Mick Karn, Terry Bozzio – Polytown (1994, CMP Records) - Terry Bozzio – Solo Drum Music II (1994, Slam International) - Duran Duran – Thank You (1995, Parlophone) - Explorers Club – Age of Impact (1998, Magna Carta) - Dweezil Zappa – Automatic (2000, Favored Nations) - Terry Bozzio, Pat Mastelotto – Bozzio / Mastelotto (2000, 2000 FruitGum Corp.) - Billy Sheehan – Compression (2001, Big M.F.) - Jordan Rudess – Feeding The Wheel (2001, Magna Carta) - Frank Zappa – FZ:OZ (2002, Vaulternative Records) - Terry Bozzio, Billy Sheehan – Nine Short Films (2002, Magna Carta) - Terry Bozzio, Gerald Preinfalk, Alex Machacek – Delete And Roll (2002, Next Generation Enterprises) - Vivian Campbell – Two Sides Of If (2005, Sanctuary Records) - Terry Bozzio, Metropole Orkest – Chamber Works (2005, Favored Nations) - Terry Bozzio – Prime Cuts (From Terry Bozzio’s Magna Carta Sessions) (2005, Magna Carta) - Dweezil Zappa – Go With What You Know (2006, Zappa Records) - Korn – Untitled (2007, Virgin Records) |

## Wideografia
- Terry Bozzio, Joe Franco, Rod Morgenstein, Simon Phillips – Double Bass Drumming (2000, VHS, Warner Bros. Records)
- Terry Bozzio – Solo Drums (2006, DVD, Alfred Music)[38]
- Terry Bozzio, Chad Wackerman – Solos & Duets: Featuring „The Black Page” (2007, DVD, Alfred Music)
- Terry Bozzio, Chad Wackerman – Duets, Volume Two (2007, DVD, Alfred Music)
- Terry Bozzio, Chris Maresh, Stephen Barber, The Tosca Strings – Live With The Tosca Strings (DVD, 2008, Slam International)[39]
- Terry Bozzio, Ralph Humphrey, Chester Thompson, Chad Wackerman, Ruth Underwood – DC Collection: Vol. 1 – The Drummers Of Frank Zappa (DVD, 2009, Drum Channel)[40]
- Terry Bozzio – Melodic Drumming & The Ostinato 1 2 3 (2010, DVD, Drum Channel)
- Terry Bozzio – Performance & Seminar (2011, DVD, Drum Channel)
- Terry Bozzio – Terry Bozzio-Musical Solo Drumming (2013, DVD, Hal Leonard)

## Filmografia
- „Baby Snakes” (1979, film dokumentalny, reżyseria: Frank Zappa)[41]
- „The Love Project Journey” (2010, film dokumentalny, reżyseria: Alain Vasquez, Yael)[42]

## Nagrody i wyróżnienia
| Rok  | Kategoria                          | Tytułem                                                | Nagroda | Nota | Źródło |
| ---- | ---------------------------------- | ------------------------------------------------------ | ------- | ---- | ------ |
| 1989 | Best Rock Instrumental Performance | Jeff Beck’s Guitar Shop with Terry Bozzio & Tony Hymas | Grammy  | Laur | [ 43 ] |